# Contrada Pila
La Contrada Pila è una delle dieci contrade della città marchigiana di Fermo.

## Storia
La Contrada Pila viene considerata la seconda contrada di Fermo e nel suo territorio erano situati i palazzi delle più importanti famiglie fermane. Tra queste, nella contrada Pila spiccava la famiglia Paccaroni di cui uno dei componenti nel XV secolo venne nominato capitano di contrada nella rivolta contro gli Sforza. All'indomani dello scoppio della rivolta fu sempre un Paccaroni, tale Tommaso, ad essere nominato priore della contrada. Le spiccate doti diplomatiche di Tommaso Paccaroni lo resero protagonista sia nella rivolta contro Alessandro Sforza che al termine del conflitto, nelle successive cause che si svolsero a Roma contro il cardinale Domenico Capranica per il Castello di Montottone dove fu sempre lui a essere mandato come legato.

## Confini
Est: Dall'angolo dell'orto confinante con la congregazione del bambino Gesù fino ad arrivare alla porta Santa Caterina.
Sud: Dalla suddetta porta Santa Caterina verso le mura castellane che segnano il confine che divide i terreni del Conte Paccaroni e degli eredi Colli.
Ovest: Partendo dalle mura del confine precedente si arriva al muro dell'orto del Conte Paccaroni nella zona detta del Girone.

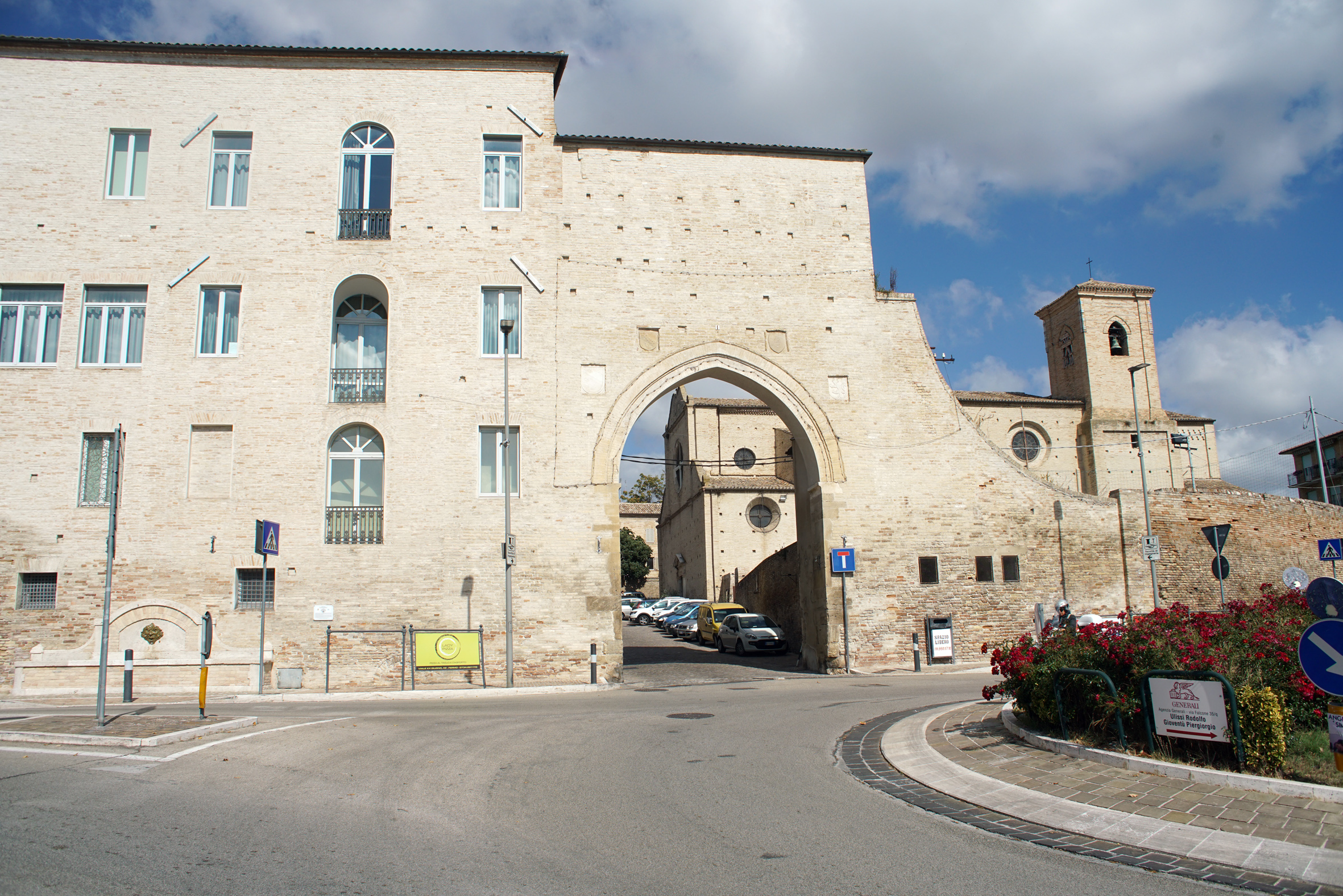
Porta di Santa Caterina

Nord: Dal girone in direzione della Piazza Maggiore si investono numerose case fino ad arrivare alle mura divisorie dell'Orto che fu del Conte Grassi confinante con quelle della congregazione del Bambin Gesù.

## Albo d'Oro
- Palii dell'Assunta: 2 (1982, 2023)
- Contesa del pallino: 9 (1989, 1992, 1998, 2003, 2007, 2011, 2013, 2018, 2019)
- Tiro al Canapo: 4 (2003, 2004, 2005, 2006)
- Tiro per l'Astore: 2 (2012, 2023)
- Gallo d'oro: 4 (2012, 2013, 2018, 2019, 2024)
- Bandiere al vento: 2 (2023 2024)